# Obzornik za matematiko in fiziko
Obzornik za matematiko in fiziko (kratica OMF in Obzornik mat. fiz.) je osrednja slovenska znanstvena in strokovna revija s področja matematike, fizike in deloma astronomije, ki jo izdaja Društvo matematikov, fizikov in astronomov Slovenije (DMFA). Izhaja neprekinjeno od leta 1951. Na leto izide šest številk. Člani DMFA prejemajo revijo brezplačno. Revijo sofinancirata Javna agencija za knjigo Republike Slovenije ter Ministrstvo za izobraževanje, znanost in šport.

### Uredniki
- Franc Kvaternik (1960–1974)